# Мохаммед Абдулла Хассан Мохамед
Мохаммед Абдулла Хассан Мохамед (араб. محمد عبد الله حسن محمد, нар 2 грудня 1978) — еміратський футбольний арбітр, має статус арбітра ФІФА з 2010 року.
Він був одним із арбітрів Кубка Азії 2015 року та чемпіонату світу 2018 року.
У 2022 році обраний арбітром на ЧС 2022 у Катарі.